# Starby landskommun
Starby landskommun var en tidigare kommun i dåvarande Kristianstads län.

## Administrativ historik
Kommunen bildades i Starby socken i Södra Åsbo härad i Skåne när 1862 års kommunalförordningar trädde i kraft.
Vid kommunreformen 1952 uppgick kommunen i Ausås landskommun som uppgick 1971 i Ängelholms kommun.